# Lopezia glandulosa
Lopezia glandulosa är en dunörtsväxtart som beskrevs av Joseph Nelson Rose. Lopezia glandulosa ingår i släktet enmansblommor, och familjen dunörtsväxter. Inga underarter finns listade i Catalogue of Life.